# Dhuusa Marreeb
Dhuusa Marreeb is een stad in Somalië en is de hoofdplaats van de regio Galguduud. Dhuusa Marreeb telt naar schatting 23.000 inwoners. De stad ligt nabij de grens met Ethiopië tussen de steden Gaalkacyo en Beledweyne. De voornaamste clan in Dhuusa Marreeb is de Habar-Gidr-Hawiye.
Op 1 mei 2008 voerde het Amerikaanse leger een luchtaanval uit op de stad waarbij de leider van islamistische al-Shabaab-militie, Aden Hashi Ayro, werd gedood, evenals 15 burgers